# 钐
钐，是一種化學元素，其化學符號为Sm，原子序數为62，原子量為150.36 u，属于镧系元素，也是稀土元素之一。钐是一种中等硬度的银色金属，在空气中会缓慢氧化。身為典型的鑭系元素，钐最尋常的氧化態為+3，不过也存在钐(II)的化合物，其中最常見的是其和氧族元素的化合物SmO、SmS、SmSe和SmTe，以及二碘化釤（SmI2），其中二碘化釤是化学合成中常见的还原剂。如同其他稀土元素，釤在人體內沒有明顯的生物作用，但毒性也並不高。
钐是由法国化学家保罗·埃米尔·勒科克·德布瓦博德兰于1879年发现的，并以其發現來源铌钇矿（Samarskite）命名。该矿物本身的名字是早先以一位俄罗斯矿务官员瓦西里-萨马尔斯基-别克霍夫茨上校（Vasili Samarsky-Bykhovets）之名所命名的，他因此间接成为第一个名字被用来命名化学元素的人。
儘管屬於稀土元素的一員，钐在地殼中並不算十分稀有，它是第五豐富的鑭系元素（次於鈰、釹、鑭和鐠），也是地壳中含量第40高的元素，比锡等金属还更常见。钐在自然界中總是與其他稀土元素一同出現，主要存在于几种稀土矿物中，包括矽鈰石、矽铍钇矿、铌钇矿、独居石和氟碳铈矿等，浓度最高可达2.8%，其中最后两种礦石是钐最常见的商业来源。这些矿物主要分布在中国、美国、巴西、印度、斯里兰卡和澳大利亚，中国在釤的開採和生產方面處於世界領先地位。
钐的主要商业应用是钐钴磁铁，其永久磁化強度仅次于钕磁铁；且钐的化合物可以承受较高的温度，超过700°C（1,292°F），因此钐钴磁铁的居里点较高，在高溫環境下較不易失去磁性。放射性同位素钐-153是药物来昔决南钐（153Sm）（商品名：Quadramet）的活性成分，用於治疗肺癌、前列腺癌、乳腺癌和骨肉瘤，可杀死癌细胞。另一种同位素钐-149具有良好的中子吸收能力，可作為核反应堆中控制棒的材料。钐的其他应用还包括化学反应的催化剂、放射性年代测定和X射線雷射器等。

## 物理性質
钐是一種銀白色的、中等柔軟的鑭系金屬，硬度和密度与锌相近。钐的沸点为1794℃，在鑭系元素中揮發性仅次于镱和铕，这一特性有利于將钐从矿石中分离出来。
钐在常溫常壓下通常呈现菱方结构（α相）。当加热到731°C时，其晶体結構变为六方最密堆積（hcp），转变温度取决于钐金属的纯度。进一步加热到922°C时，钐金属会转变为體心立方結構（bcc）。在300°C以及40kbar的壓力下，钐會形成雙六方最密堆積結構（dhcp）。向其施加数百或数千千巴的高压則会引起一系列的相变，特别是在约900千巴时出现四方晶系結構。在一项研究中，dhcp相的釤可以在不施加压力的情况下，使用非平衡退火法讓温度在400-700℃之间快速变化中產生，证实了钐元素晶體結構的瞬變特性。另外，通過气相沉积法得到的钐的薄膜在常溫常壓条件下可能含有hcp結構或dhcp結構。
钐及其倍半氧化物在室温下具有顺磁性，对应的有效磁矩在2μB以下，是镧系（及其氧化物）中的第三低，仅次于镧和镥。在冷却到14.8 K时，金属会转变为反磁性狀態。单个钐原子可以利用富勒烯分子，将其封裝並分离出来。將钐原子掺杂在富勒烯固体中的C60分子间可使其在8K以下的超低温度下具有超导性。此外，在铁基超导体中掺杂钐可以將其臨界溫度提高到56K，是迄今为止铁基超导体系列中的最高值。

## 化學性質
新制备的钐具有银色光泽。室温下，钐在空气中會缓慢氧化，即使保存於矿物油中，钐也会逐渐氧化，并在表面形成灰黄色的氧化物-氢氧化物混合物粉末，钐形成的氧化層不像鑭、鈰、鐠等更輕的鑭系元素一樣那麼疏鬆、容易剝落。将钐样品密封在惰性气体如氩气下，可保持其具有光澤的金属外观。钐在150℃时容易自燃。
如同其他鑭系元素，釤最尋常的氧化態為+3。钐具有相当大的電正性，能與水反應形成氢氧化钐，钐与冷水反应速度较慢，而与热水反应速度則较快。反應的激烈程度遠弱於鑭、鈰、鐠、釹等較輕的鑭系元素：
2 Sm (s) + 6 H2O (l) → 2 Sm(OH)3 (aq) + 3 H2 (g)
钐很容易溶解在稀硫酸中，形成含有黄色至淡绿色的Sm3+离子的溶液，以[Sm(OH2)9]3+錯合物的形式存在：
2 Sm (s) + 3 H2SO4 (aq) → 2 Sm3+ (aq) + 3 SO42-(aq) + 3 H2 (g)
钐是少数能形成較穩定的+2氧化态的镧系元素之一，Sm2+离子在水溶液中呈血红色。

## 化合物
| 化學式 | 顏色 | 對稱性   | 空間群  | No  | 皮爾遜符號 | a (pm) | b (pm) | c (pm) | Z  | 密度（ g/cm3） |
| ------ | ---- | -------- | ------- | --- | ---------- | ------ | ------ | ------ | -- | -------------- |
| Sm     | 銀色 | 三方晶系 | R3m     | 166 | hR9        | 362.9  | 362.9  | 2621.3 | 9  | 7.52           |
| Sm     | 銀色 | 六方晶系 | P63/mmc | 194 | hP4        | 362    | 362    | 1168   | 4  | 7.54           |
| Sm     | 銀色 | 四方晶系 | I4/mmm  | 139 | tI2        | 240.2  | 240.2  | 423.1  | 2  | 20.46          |
| SmO    | 金色 | 立方晶系 | Fm3m    | 225 | cF8        | 494.3  | 494.3  | 494.3  | 4  | 9.15           |
| Sm2O3  |      | 三方晶系 | P3m1    | 164 | hP5        | 377.8  | 377.8  | 594    | 1  | 7.89           |
| Sm2O3  |      | 單斜晶系 | C2/m    | 12  | mS30       | 1418   | 362.4  | 885.5  | 6  | 7.76           |
| Sm2O3  |      | 立方晶系 | Ia3     | 206 | cI80       | 1093   | 1093   | 1093   | 16 | 7.1            |
| SmH2   |      | 立方晶系 | Fm3m    | 225 | cF12       | 537.73 | 537.73 | 537.73 | 4  | 6.51           |
| SmH3   |      | 六方晶系 | P3c1    | 165 | hP24       | 377.1  | 377.1  | 667.2  | 6  |                |
| Sm2B5  | 灰色 | 單斜晶系 | P21/c   | 14  | mP28       | 717.9  | 718    | 720.5  | 4  | 6.49           |
| SmB2   |      | 六方晶系 | P6/mmm  | 191 | hP3        | 331    | 331    | 401.9  | 1  | 7.49           |
| SmB4   |      | 四方晶系 | P4/mbm  | 127 | tP20       | 717.9  | 717.9  | 406.7  | 4  | 6.14           |
| SmB6   |      | 立方晶系 | Pm3m    | 221 | cP7        | 413.4  | 413.4  | 413.4  | 1  | 5.06           |
| SmB66  |      | 立方晶系 | Fm3c    | 226 | cF1936     | 2348.7 | 2348.7 | 2348.7 | 24 | 2.66           |
| Sm2C3  |      | 立方晶系 | I43d    | 220 | cI40       | 839.89 | 839.89 | 839.89 | 8  | 7.55           |
| SmC2   |      | 四方晶系 | I4/mmm  | 139 | tI6        | 377    | 377    | 633.1  | 2  | 6.44           |
| SmF2   | 紫色 | 立方晶系 | Fm3m    | 225 | cF12       | 587.1  | 587.1  | 587.1  | 4  | 6.18           |
| SmF3   | 白色 | 斜方晶系 | Pnma    | 62  | oP16       | 667.22 | 705.85 | 440.43 | 4  | 6.64           |
| SmCl2  | 棕色 | 斜方晶系 | Pnma    | 62  | oP12       | 756.28 | 450.77 | 901.09 | 4  | 4.79           |
| SmCl3  | 黃色 | 六方晶系 | P63/m   | 176 | hP8        | 737.33 | 737.33 | 416.84 | 2  | 4.35           |
| SmBr2  | 棕色 | 單斜晶系 | Pnma    | 62  | oP12       | 797.7  | 475.4  | 950.6  | 4  | 5.72           |
| SmBr3  | 黃色 | 斜方晶系 | Cmcm    | 63  | oS16       | 404    | 1265   | 908    | 2  | 5.58           |
| SmI2   | 綠色 | 單斜晶系 | P21/c   | 14  | mP12       |        |        |        |    |                |
| SmI3   | 橙色 | 三方晶系 | R3      | 63  | hR24       | 749    | 749    | 2080   | 6  | 5.24           |
| SmN    |      | 立方晶系 | Fm3m    | 225 | cF8        | 357    | 357    | 357    | 4  | 8.48           |
| SmP    |      | 立方晶系 | Fm3m    | 225 | cF8        | 576    | 576    | 576    | 4  | 6.3            |
| SmAs   |      | 立方晶系 | Fm3m    | 225 | cF8        | 591.5  | 591.5  | 591.5  | 4  | 7.23           |

### 氧化物
釤最穩定的氧化物為三氧化二釤（Sm2O3）。如同許多其他的釤化合物，它存在多種結晶相。其中三方相是從熔融態緩慢冷卻得到的。Sm2O3的熔點相當高（2345℃），因此通常不以直接加熱來達到其熔點，而是通過一個射頻線圈感應加熱。Sm2O3的粉末可以經由火焰熔融法（Verneuil的過程）產生Sm2O3結晶的單斜晶的對稱晶體，晶體為筒狀的晶柱約數厘米長，直徑大約一厘米。當晶柱是純淨的時候為透明，否則則為橙色。加熱三角形的Sm2O3至1900℃，可將它轉換到更穩定的單斜晶相。
釤是少數可以形成一氧化物SmO的鑭系元素之一。在升高的溫度（1000℃）和高於50千巴的壓力下，Sm2O3的減少能得到有光澤的金黃色的化合物，降低的壓力導致一個不完整的反應中得到。SmO有岩鹽立方晶格結構。

### 硫屬化合物
釤形成三價的硫化物，硒化物，碲化物。也被稱為二價硫族化合物，SmS，SMSE和SMTE為立方岩鹽晶體結構。它們處於顯著狀態為在室溫下提高壓力從半導體轉換到金屬態。由於過渡是連續且發生在20-30千巴在SMSE和SMTE，在SmS只需要6.5千巴。這種效應會使SmS的顏色從黑色變成金黃色，其晶體薄膜被劃傷或拋光。過渡不改變晶格的對稱性，但結晶體積會急劇下降（〜15％），顯示當壓力下降，SmS返回到半導體狀態時的遲滯。

### 鹵化物
金屬釤與所有的鹵素反應，形成三鹵化反應：
2 Sm (s) + 3 X2 (g) → 2 SmX3 (s)  （ X = 氯、溴或碘 ）
它們與釤、鋰或鈉金屬在高溫（約700-900℃）進行還原反應而產生的二鹵化物。可以通過加熱 SmI3，或在室溫下金屬與無水四氫呋喃中1,2 -二碘乙烷反應製備而成：
Sm (s) + ICH2-CH2I → SmI2 + CH2=CH2
除了鋁二鹵化物，還原反應也產生大量有明顯晶體結構的非化學計量的釤鹵化物，如 Sm14F33、Sm3F7、Sm27F64、Sm11Br24、Sm5Br11 和 Sm6Br13。
釤鹵化物改變其晶體結構，一個類型的鹵原子取代另一個，對大多數元素（例如，錒系元素）而言這是一種罕見的行為。許多鹵化物的結構有兩個主要的結晶相，其中之一是更穩定，另一個是亞穩態。後者的形成為先壓縮或加熱，然後進行驟冷至室溫。例如壓縮單斜晶系二碘化釤再釋放壓力會造成PBCL2型的斜方晶系結構（密度5.90克/厘米3）的壓力的結果，在一個新的階段三碘化釤（密度5.97克/厘米3）也有類似反應。

### 硼化物
在真空中，釤和氧化硼的燒結粉末含有幾個釤硼化物相，混合比例可以控制它們的體積比。依賴於不同的熔點/ 結晶溫度SMB （2580°C），SMB （約2300°C）和SMB 66（2150°C），特定的釤硼化物粉末可以被使用電弧或區熔技術熔化轉換成較大的晶體。所有這些材料是硬，脆，暗灰色的固體與硬度隨著硼含量上升而增加。釤硼化鈦的揮發性過高無法使用這些方法產生，需要高壓力（約65千巴）和低溫1140和1240°C之間穩定其增長。溫度上升使SMB6優先形成。

#### 六硼化釤
六硼化釤是一個典型的中間價化合物，其中Sm2+和Sm3+的比率為三比七。它屬於一種近藤絕緣體，在高溫下（高於50 K），它的屬性是典型的近藤金屬，強電子散射使其具有金屬導電性，而在低溫下，它表現為具有窄約4-14毫電子伏特帶隙的非磁性的絕緣層。SmB6伴隨著由熱導率急劇增加使冷卻引起的金屬-絕緣體轉變，峰值在約15 K，增加的原因是電子低溫下無助於熱導率，使佔主導地位的電子濃度的減少降低電子-聲子散射率。
一項新的研究指出，它可能是一個拓撲絕緣體。

### 其他無機化合物

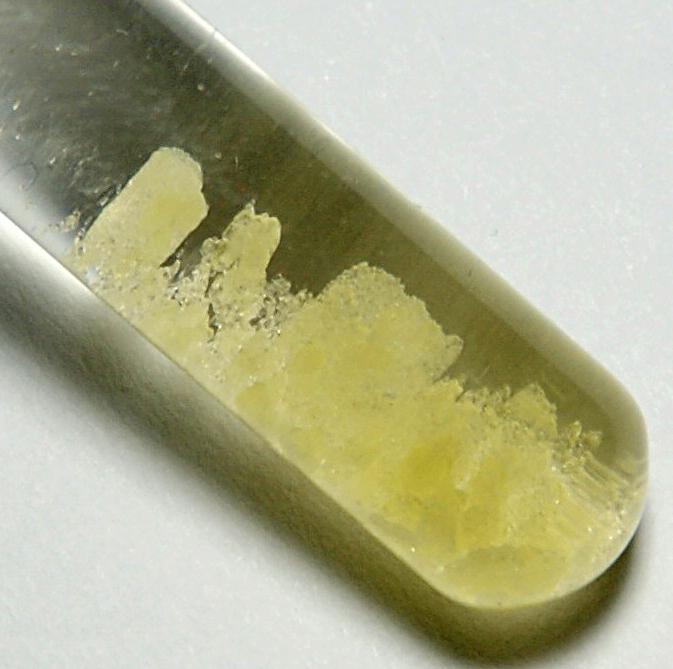
硫酸釤（Sm_{2}(SO_{4})_{3}）

釤碳化物是在惰性氣氛中通過熔化金屬石墨的混合物製備而來。合成後它們在空氣中不穩定，需在惰性氣體下進行研究。釤monophosphide SMP是為1.10電子伏特帶隙的半導體，和矽相同，且矽為高導電性的n-型半導體。它可以在1100℃下熱處理含有磷和釤的混合粉末的真空石英安瓿製備而來。磷在高溫下具有高揮發性，有可能發生爆炸，所以加熱速率要保持在低於1℃/分鐘。類似的程序被採用在SMAS的monarsenide，但合成溫度高於1800℃。
大量的結晶性二元化合物是釤和一個基團-4，5或6的元素X形成，其中X是矽，鍺，錫，鉛，銻，釤和金屬合金形成另一個大型基。它們都從何相應元素的混合粉末熱處理製備而來。所得到的化合物是許多非化學計量的，有標稱組合物的Sm  a X b ，其中b / a的比率變化範圍在0.5和3之間。

### 有機金屬化合物
釤形成一個基環戊二烯的Sm（C5H5）3和chloroderivatives的Sm（C5H5）2Cl和2Sm（C5H5）Cl。氯。它們是三氯化鈦與四氫呋喃中的NAC5H5反應製備來。和大多數其它鑭系元素的環戊二烯相反，在Sm（C5H5）3中，一些C5H5彼此環橋形成環的頂點η1或邊緣η2朝向另一個相鄰釤原子，產生聚合鏈。chloroderivative的Sm（C5H5）2Cl具有二聚體結構更精確地表示為(η5- C5H5)2Sm(µ-Cl)2(η5 -C5H5)2。在那裡氯橋可以被更換，例如，碘，氫或氮的原子或CN基團。
釤環戊二烯中（C5H5）-離子可以被indenide（C9H7）-或環戊二烯（C8H8）2-環替代，產生Sm（C9H7）3或KSM（η8-C8H8）2。後者的化合物uranocene具有相似的結構。也有一個二價釤的環戊二烯，Sm（C5H5）2-固體，在約85℃下昇華，和二茂鐵相反，在Sm（C5H5）中2C5H5的環是不平行的，但傾斜40°。
釤的烷基和芳基在在四氫呋喃或乙醚中分解反應得到：
Sm(OR)3 + 3 LiCH(SiMe3)2 → Sm{CH(SiMe3)2}3 + 3 LiOR

## 同位素
天然存在的钐由七种同位素组成，分别是穩定的144Sm、149Sm、150Sm、152Sm、154Sm和長壽命的原始放射性核種147Sm（半衰期1.06×1011年）、148Sm（半衰期6.3×1015年）。其中，152Sm是最常见的，占了天然钐的26.75%。天然釤的放射性活度約為127Bq/g，主要是由其中147Sm的衰變造成的。
除了以上7種天然同位素外，釤還有31種人工合成的放射性同位素，其中壽命最長的是146Sm，半衰期長達9.20×107年，但仍遠短於地球的年齡，因此至今已衰變殆盡，為一絕跡放射性核種。完全由人工合成產生的釤同位素中，最長壽的是151Sm（半衰期88.8年）和145Sm（半衰期340天）。其餘放射性同位素的半衰期都短于2天，大部分低于48秒。釤還有12个已知的核同质异能素，其中較稳定的有141mSm（半衰期22.6分鐘）、143m1Sm（半衰期66秒）和149mSm（半衰期約10.7秒）。
釤的放射性同位素中，最長壽的146Sm、147Sm和148Sm主要發生α衰變形成釹的同位素，比三者輕的放射性同位素主要發生電子俘獲衰變成鉕的同位素，而較重的放射性同位素主要發生β衰變形成銪的同位素。
147Sm α衰變為143Nd的半衰期為1.06×1011年，可用於測定岩石和隕石年齡，稱作釤–釹定年法。
值得一提的是，理論計算顯示五種穩定的釤同位素都可以衰變成釹或釓的同位素，然而其衰變現象從來都沒有被科學家實際觀測到過。以下列出這五種同位素的預估衰變模式以及測得的半衰期下限：
144Sm：雙β衰變為144Nd
149Sm：α衰變為145Nd，半衰期>2×1015年
150Sm：α衰變為146Nd
152Sm：α衰變為148Nd
154Sm：負雙β衰變為154Gd，半衰期>2.3×1018年

## 存在和生產

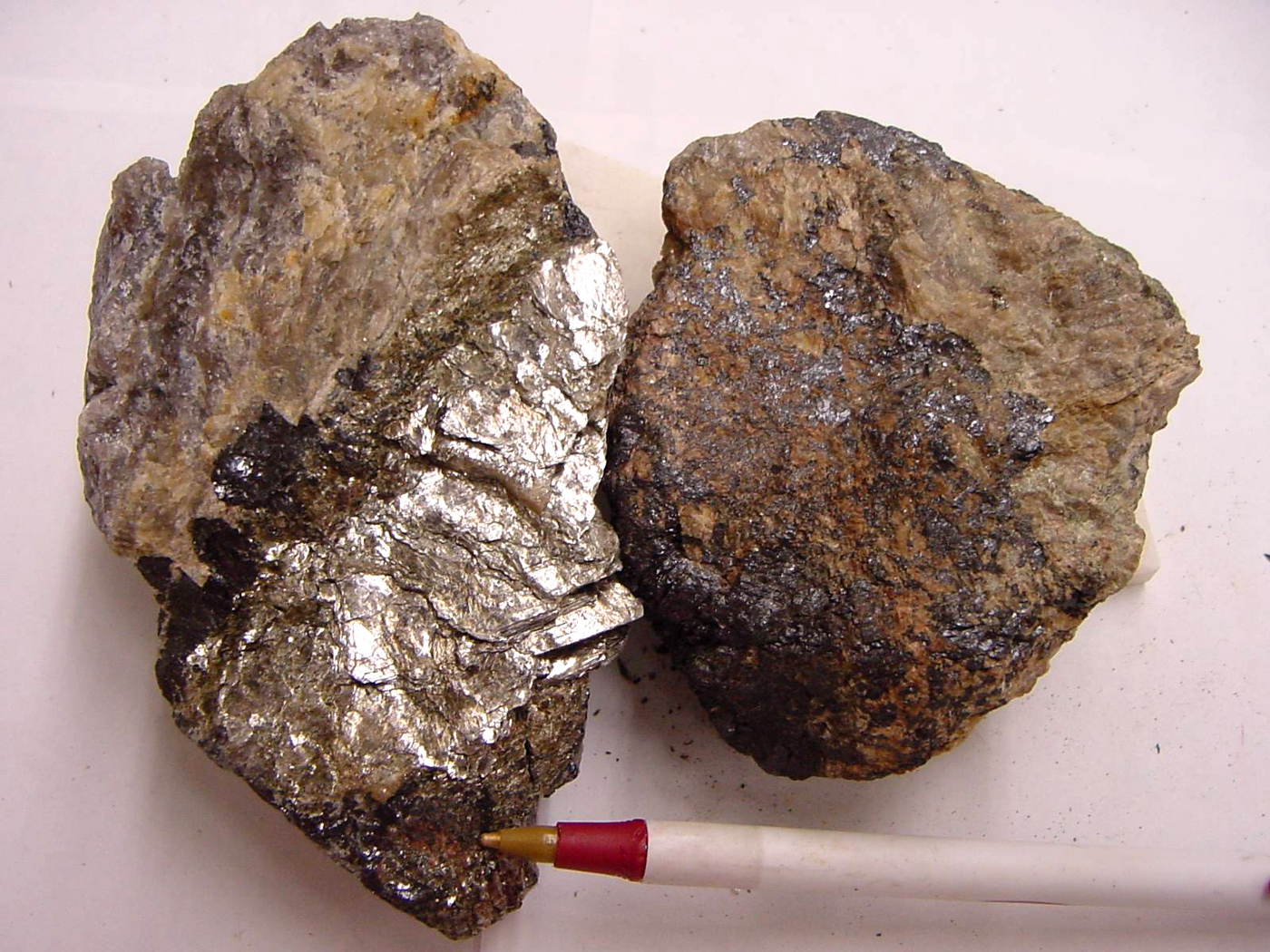
鈮釔礦，釤的名稱由來

儘管屬於稀土元素的一員，釤在地殼中並不算特別稀有的元素，平均濃度約為8ppm，在地殼中的元素豐度排名為第40位，是第五豐富的鑭系元素和第七豐富的稀土元素。雖然釤在輕鑭系元素中屬於豐度較低者，但其豐度仍高於所有重鑭系元素，也比錫（2.1ppm）等常見金屬來得高。
土壤中釤的濃度介於2到23ppm之間，海洋中的釤含量則約為0.5至0.8ppm。釤在土壤中的分佈非常不均勻，其豐度很大程度上取決於土壤中的化學狀態。在沙質土壤中，土壤顆粒表面的釤濃度比顆粒間水分中的釤濃度高了約200倍。在黏土中，該比例甚至可以超過1000倍。
釤在自然界中並不以游離的純元素態存在，而是與其他稀土金屬一同出現在獨居石、氟碳鈰礦、鈰矽石、矽鈹釔礦和鈮釔礦等稀土礦物中，其中獨居石和氟碳鈰礦是釤最主要的商業開採來源，獨居石中釤的濃度可高達2.8%之多。釤在稀土礦物中總是做為次要成分存在，以釤占主導地位的礦物非常罕見，例如釤獨居石和磷鋁釤石等。
全世界釤的儲量估計約為200萬噸。釤的主要礦區位於中國、美國、巴西、印度、斯里蘭卡和澳大利亞，年產量約700噸。中國是迄今為止稀土產量最高的國家，每年開採約12萬噸的稀土，其次是美國（約5000噸）和印度（2700噸）。釤通常以氧化物的形式出售，價格約為30美元/公斤，是最便宜的鑭系氧化物之一。
雖然混合稀土金属（含有約1%的釤）在工業上的應用已久，但直到最近人們才通過離子交換工藝、溶劑萃取技術和電化學沉積法分離出純度相對較高的釤。釤金屬通常是透過電解氯化釤(III)與氯化鈉或氯化鈣的熔融混合物來製備。也可以透過以鑭還原氧化釤來獲得釤，然後將產物蒸餾以分離釤（沸點1794°C）和鑭（沸點3464°C）。
放射性同位素釤-151主要由鈾的核分裂所產生，約占鈾的所有裂變產物中的0.4%。它也可由釤-149俘獲中子而生成，而釤-149常被用作核反應爐控制棒的材料，用於吸收多餘的中子。因此，釤-151存在於乏核燃料和放射性廢料中。

## 應用
釤最重要的用途是製造釤鈷磁鐵——一種高強度的永久磁鐵的合金材料。釤鈷磁鐵依照其中釤原子和鈷原子的比例分為SmCo5和Sm2Co17兩種，具有很高的永久磁化強度，約為鐵的10000倍，在磁性物質中僅次於釹磁鐵。但釤鈷磁鐵具有較高的居禮溫度，抵抗退磁的能力較佳，在700°C以上的高溫下仍能維持穩定的磁性，而釹磁鐵在溫度超過300–400°C時就會失去磁性，應用於汽車馬達和發電機等中的釹磁鐵必須添加鋱和鏑等重稀土元素來提高其矯頑力，改善耐熱性能，但也造成價格更為昂貴。釤鈷磁鐵應用於入耳式耳机、吉他和低音吉他拾音器、渦輪機及壓縮機等產品中。

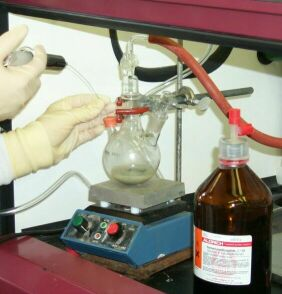
巴比耶反應中使用碘化釤(II)作為還原劑

釤及其化合物的另一個重要用途是作為催化劑和化學試劑。釤化合物催化劑能加速塑膠的分解、多氯聯苯等污染物的脫氯過程以及乙醇的脫水和脫氫。三氟甲磺酸釤（Sm(OTf)3，即Sm(CF3SO3)3）是促進鹵素與烯烴進行傅-克反應的最有效的路易斯酸催化劑之一。碘化釤(II)是有機合成領域中非常常見的還原劑和偶合劑，例如去磺酰化反應、增環反應、丹尼謝夫斯基、向山光昭、桑嶋功和霍爾頓等紫杉醇全合成、士的寧全合成、巴比耶反應和其他碘化釤(II)的還原反應。
氧化釤被添加到陶瓷和玻璃中，能增加其對紅外線的吸收量。
釤是混合稀土金屬的次要成分，用作許多打火機和手電筒的發火裝置之材料。

釤-153和EDTMP的螯合物之化學結構

人造放射性同位素釤-153是一種β放射源，半衰期為46.3小時。在醫療領域中用於殺死肺癌、前列腺癌、乳腺癌和骨肉瘤的癌細胞。釤-153通常與乙二胺四亞甲基膦酸（EDTMP）鹽螯合後進行靜脈注射。螯合能防止放射性的釤-153在人體內積累，以免其過度輻射、促成新癌細胞的生成。相對應的藥物有多個名稱，例如來昔決南釤（153Sm）（商品名：Quadramet）等。
釤-149具有很高的中子俘獲截面（41000靶恩），是核反應爐控制棒的理想材料。與硼和鎘等主流材料相比，釤-149的優勢在於其吸收中子的穩定性——大多數釤-149的融合和衰變產物是釤的其他同位素，而它們也是很好的中子吸收劑。例如釤-151的橫截面為15000靶恩，釤-150、釤-152和釤-153的截面為數百靶恩，而由多種同位素混合組成的天然釤的截面約為6800靶恩。由於其大中子吸收截面，在核反應爐的衰變產物中，釤-149被認為是繼氙-135之後第二重要的中子毒物，是反應爐的設計和運行中重要的考量因素。
近期已證明六硼化釤（SmB6）是一種拓撲絕緣體，在量子電腦中具有潛在用途。

## 生物作用
如同其他稀土元素，釤在人體內沒有已知的生物作用，但其毒性也並不高。釤鹽會刺激新陳代謝，但目前尚不清楚此現象是由釤還是與釤伴生的其他鑭系元素所導致。成人體內約含有50微克的釤，主要存在於肝臟和腎臟中，溶解在血液中的釤濃度約為8μg/L。植物體吸收的釤含量一般微小到無法測得，因此通常不是人類飲食的一部分。然而，一些植物和蔬菜的釤濃度可能高達百萬分之一。不溶性的釤鹽是無毒的，可溶性釤鹽則只有微毒。
釤被攝入體內時，只有約0.05%的釤鹽會被吸收到血液中，其餘的則被排出體外。血液中的釤約有45%進入肝臟，而45%沉積在骨骼表面，並存留約10年；剩餘的10%則被排洩出體外。

## 外部連結
- 元素钐在洛斯阿拉莫斯国家实验室的介紹（英文）
- —— 钐（英文）
- 元素钐在The Periodic Table of Videos（諾丁漢大學）的介紹（英文）
- 元素钐在Peter van der Krogt elements site的介紹（英文）
- WebElements.com – 钐（英文）